# Szent-Iványi Tamás
Szent-Iványi Tamás (Szentivánlaborfalva, 1920. november – Budapest, 1991. április 4.) állatorvos, egyetemi tanár.

## Életpályája
Unitárius vallású volt. Brassóban és Sepsiszentgyörgyön tanult.
1945–46-ban az Agrártudományi Egyetem Állatorvostudományi Karán volt tanársegéd; orvosi diplomát 1946-ban szerzett.
1946–50 között a Phylaxia Oltóanyagtermelő Intézetben, 1950–56 között a járványtanszéken egyetemi adjunktusként dolgozott.
1956–75 között a FAO római központjában az állategészségügyi osztályt vezette.
Vendégelőadóként, vendégprofesszorként hosszabb-rövidebb ideig megfordult Angliában, Ausztriában, Franciaországban, Németországban, Törökországban, Indiában, Libanonban, Mexikóban, Thaiföldön, Olaszországban, a Fülöp-szigeteken, Romániában.
1952-ben nyerte el az állatorvos-tudományok kandidátusa fokozatot, s 1965-ben Vizsgálatok a sertések enterovírusos fertőzöttségéről c. disszertációjával megkapta az MTA doktora fokozatot.
1973-tól a Magyar Tudományos Akadémia levelező, 1979-től rendes tagja volt.
Mintegy 140 tudományos közleménye jelent meg magyarországi és külföldi tudományos folyóiratokban egyaránt.
Kutatásai mellett a legfontosabbnak az oktatást tartotta: tanári népszerűségét jelzi, hogy az Állatorvostudományi Egyetem hallgatói többször ítélték oda neki a Legjobb Előadó címét, amit fontosabbnak tartott rangos állami kitüntetéseinél is.

## Kitüntetései
- Akadémiai Díj (1961)
- Akadémiai Díj (1969)
- A Mezőgazdaság Kiváló Dolgozója (1970)
- Munka Érdemrend arany fokozata (1980)
- Állami Díj (1983) – Az állati eredetű élelmiszerek termelésének és azok exportjának biztonságát szolgáló állategészségügyi eredményeiért. Megosztott díj Kovács Ferenccel és Mészáros Jánossal.

## Művei
- Tankönyveket írt.
- Bel- és külföldi szaklapokban 1946–1990 között 140 tudományos közleménye jelent meg.

- Manninger Rezső. A múlt magyar tudósai. Akadémiai Kiadó, Budapest, 1990.

1. ↑  https://library.univet.hu/portre/sirok.pdf